# Peripsychoda sisypha
Peripsychoda sisypha és una espècie d'insecte dípter pertanyent a la família dels psicòdids.

## Descripció
- Mascle: ulls separats per 1,5 facetes de diàmetre; sutura interocular formant un angle obtús i afeblida al mig; vèrtex gairebé 2,5 vegades l'amplada del pont ocular; front amb una àrea pilosa trapezoïdal; antenes de 2,94 mm de longitud i amb l'escap dues vegades la mida del pedicel; tòrax sense patagi; ales d'1,67-1,75 de llargària i de 0,67 d'amplada, i amb la vena subcostal lliure (sense unió a R1).
- Femella: similar al mascle, però amb els ulls separats per 3 facetes de diàmetre; el lòbul apical de la placa subgenital curt, més ample que llarg; espermateca reticulada sobre la major part de la seua superfície; antenes de 0,68 mm de llargada i ales d'1,62-1,77 mm de longitud i de 0,55-0,62 mm d'amplada.[3]

## Distribució geogràfica
És un endemisme de Nova Guinea.